# Phthinosaurus
Phthinosaurus is een geslacht van uitgestorven therapsiden uit het Midden-Perm van Rusland. De typesoort Phthinosaurus borisiaki werd in 1940 door de Sovjet-paleontoloog Ivan Yefremov benoemd op basis van een losse onderkaak. De geslachtsnaam is afgeleid van het Grieks phthinos, 'afgaande helling'. Het holotype is PIN 164/7, een dentarium gevonden bij Belebei.
Omdat deze kaak weinig onderscheidende kenmerken heeft, zijn de evolutionaire verwantschappen van Phthinosaurus slecht bekend. Yefremov benoemde de familie Phthinosuchidae in 1954 om Phthinosaurus en de nieuw benoemde Phthinosuchus op te nemen, die werd beschreven op basis van een gedeeltelijk verbrijzelde schedel. De Amerikaanse paleontoloog Everett C. Olson plaatste beide therapsiden in de grotere infraorde Phthinosuchia in 1961. In 1974 benoemde Leonid Tatarinov de familie Phthinosauridae om alleen Phthinosaurus op te nemen, waarbij Phthinosuchus binnen Phthinosuchidae bleef.
Phthinosaurus verschilt van Phthinosuchus doordat het een klein coronoïde uitsteeksel heeft in de buurt van waar de onderkaak articuleert met de schedel. Tatarinov classificeerde Phthinosaurus als een Therocephalia in 1998, aangezien bekend is dat therocephaliden prominente coronoïde uitsteeksels hebben. In 2008 merkte de Russische paleontoloog M.F. Ivakhnenko op dat de tandkassen iets naar achteren hellen in plaats van recht omhoog zoals bij Phthinosuchus, en dat de onderrand van de kaak enigszins convex is. Beide kenmerken werden gebruikt als bewijs voor het herclassificeren van Phthinosaurus als een rhopalodontide dinocephaliër.